# Odobești (Dâmbovița)
Odobeşti é uma comuna romena localizada no distrito de Dâmboviţa, na região de Muntênia. A comuna possui uma área de 37.53 km² e sua população era de 4986 habitantes segundo o censo de 2007.